# Адміністративний поділ Палестини
Палестинська національна адміністрація (або частково визнана Палестинська держава) складається з 16 провінцій (араб. محافظة — мухафаза, множина — мухафазат): 11 на Західному березі річки Йордан і 5 в Секторі Гази. Сектор Гази фактично перебуває під управлінням радикального руху Хамас.

## Провінції
| Назва                       | населення (2012) | Площа (км2) | Щільність населення |
| --------------------------- | ---------------- | ----------- | ------------------- |
| Західний берег річки Йордан | 2 345 107        | 5671        | 413,53              |
| Сектор Гази                 | 1 416 539        | 360         | 3934,83             |
| Разом                       | 3 761 646        | 6020        | 624,86              |

### Західний берег
| Провінції           | Населення | Площа (км2) |
| ------------------- | --------- | ----------- |
| Джанін              | 256 212   | 583         |
| Тубас               | 48 771    | 372         |
| Тулькарм            | 158 213   | 239         |
| Наблус              | 321 493   | 592         |
| Калькілія           | 91 046    | 164         |
| Сальфіт             | 59 464    | 191         |
| Рамалла та ель-Біра | 278 018   | 844         |
| Єрихон              | 41 724    | 608         |
| Єрусалим            | 362 521   | 344         |
| Вифлеєм             | 176 515   | 644         |
| Хеврон              | 551 129   | 1060        |
| Разом               | 2 345 107 | 5671        |

### Сектор Гази
| Провінція      | Населення | Площа (км2) |
| -------------- | --------- | ----------- |
| Північна Газа  | 270 245   | 61          |
| Газа           | 496 410   | 70          |
| Дейр ель-Балах | 205 534   | 56          |
| Хан-Юніс       | 270 979   | 108         |
| Рафах          | 173 371   | 65          |
| Разом          | 1 416 539 | 360         |